# 20073 Yumiko
20073 Yumiko è un asteroide della fascia principale. Scoperto nel 1994, presenta un'orbita caratterizzata da un semiasse maggiore pari a 2,3005555 UA e da un'eccentricità di 0,0636862, inclinata di 6,59485° rispetto all'eclittica.